# Crypsis schoenoides
Crypsis schoenoides là một loài thực vật có hoa trong họ Hòa thảo. Loài này được (L.) Lam. mô tả khoa học đầu tiên năm 1791.

## Hình ảnh

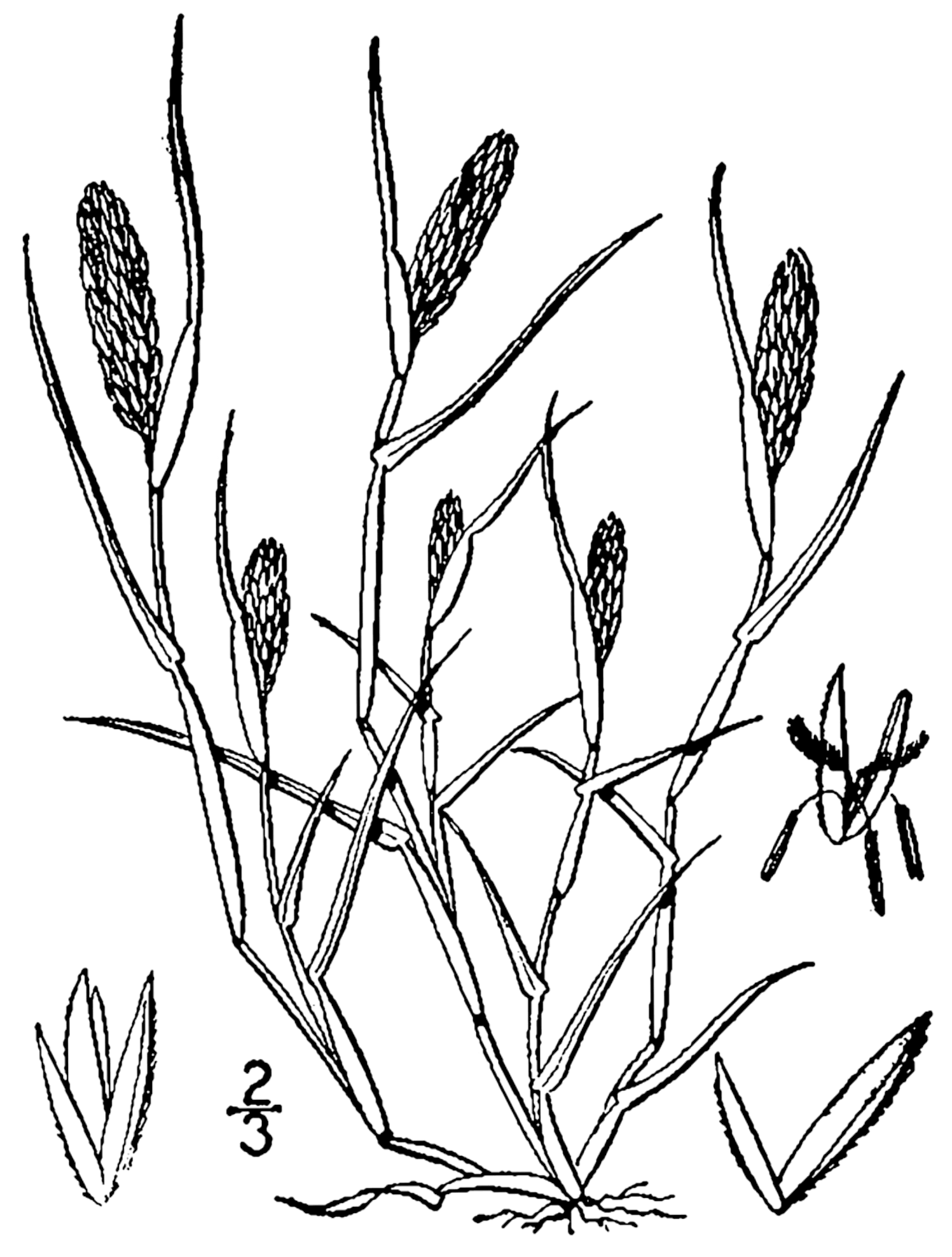